# 龙亢农场
龙亢农场，是中国安徽省蚌埠市怀远县的一个国有农场，隶属于安徽省农垦集团。所在地域列为怀远县的一个类似乡级单位。

## 行政区划
龙亢农场共辖以下地区：
潘湾村、褚圩村、场部居委会。